# Záborszky János
Záborszky János (John Zaborszky) (Budapest, 1914. május 13. – Saint Louis, 2008. február 1.) magyar származású amerikai gépészmérnök, matematikus, professzor, a Magyar Tudományos Akadémia tiszteletbeli tagja (1986).

## Életpályája
Édesapja, Záborszky Nándor (1883–1952) Budafok első polgármestere volt. 1937-ben diplomázott a József Nádor Műszaki és Gazdaságtudományi Egyetem hallgatójaként. 1939–1945 között a Műegyetem villamos művek és vasutak tanszékén adjunktus és magántanár volt.
1943-ban lett a műszaki tudományok doktora. 1945–1947 között a Budapesti Elektromos Művek mérnökeként dolgozott. 1947-ben az USA-ba távozott. 1948–1955 között a Missouri Állami Egyetem professzora volt.
1954-től amerikai állampolgár volt. 1955-től a St. Louis-i Washington Egyetem professzora volt.
1974-ben megszervezte a Rendszertudományi és Matematikai Tanszéket.
1984-től a Nemzetközi Mérnöki Akadémia tagja volt. 1986-tól a Magyar Tudományos Akadémia tiszteletbeli tagja volt.
Temetése a Budafoki temetőben történt.

## Művei
- Szimmetrikus összetevők (Budapest, 1945)
- Electic Power Transmission, The Power System in the Steady State (1954, társszerző: J. W. Rittenhouse)